# Leioproctus labratus
Leioproctus labratus là một loài Hymenoptera trong họ Colletidae. Loài này được Melo mô tả khoa học năm 1996.